# George Nevinson
George Wilfred Nevinson (Wigan, Gran Manchester, 3 d'octubre de 1882 – Lancaster, Lancashire, 13 de març de 1963) va ser un waterpolista anglès que va competir a principis del segle xx. El 1908 va guanyar la medalla d'or en la competició de waterpolo dels Jocs Olímpics de Londres.